# Blidsbergs socken
Blidsbergs socken i Västergötland ingick i Redvägs härad, ingår sedan 1974 i Ulricehamns kommun och motsvarar från 2016 Blidsbergs distrikt.
Socknens areal är 27,51 kvadratkilometer varav 27,38 land. År 2000 fanns här 738 invånare.  Tätorten Blidsberg med sockenkyrkan Blidsbergs kyrka ligger i socknen. 

## Administrativ historik
Socknen har medeltida ursprung. 
Vid kommunreformen 1862 övergick socknens ansvar för de kyrkliga frågorna till Blidsbergs församling och för de borgerliga frågorna bildades Blidsbergs landskommun. Landskommunen uppgick 1952 i Redvägs landskommun som upplöstes 1974 då denna del uppgick i Ulricehamns kommun. Församlingen uppgick 2006 i Redvägs församling.
1 januari 2016 inrättades distriktet Blidsberg, med samma omfattning som församlingen hade 1999/2000.  
Socknen har tillhört län, fögderier, tingslag och domsagor enligt vad som beskrivs i artikeln Redvägs härad. De indelta soldaterna tillhörde Älvsborgs regemente, Redvägs kompani och Västgöta regemente, Vartofta kompani.

## Geografi
Blidsbergs socken ligger norr om Ulricehamn kring Ätran. Socknen har odlingsbygd i ådalen och är i övrigt en höglänt skogsbygd.

## Fornlämningar
Från bronsåldern finns gravrösen och skålgropsförekomster. Från järnåldern finns gravfält, stensättningar och domarringar. Fyra runstenar har påträffats.

## Namnet
Namnet skrevs 1405 Blixbergh och kommer från kyrkbyn. Efterleden är berg. Förleden kan vara mansnamnet Bligh alternativt blidh, 'plats med blid väderlek'.